# Screen Actors Guild Award per il migliore attore in una miniserie o film per la televisione
Lo Screen Actors Guild Award per il miglior attore in una miniserie o film per la televisione (Screen Actors Guild Award for Outstanding Performance by a Male Actor in a Miniseries or Television Movie) viene assegnato all'attore di una miniserie televisiva o film per la televisione maggiormente votata dallo Screen Actors Guild.

## Vincitore e candidati
I vincitori sono indicati in grassetto.

### 1990
- 1995
  - Raúl Juliá – Il fuoco della resistenza (La vera storia di Chico Mendes) (The Burning Season)
  - James Garner – The Rockford Files: I Still Love L.A.
  - John Malkovich – Cuore di tenebra (Heart of Darkness)
  - Gary Sinise – Stephen King's The Stand
  - Forest Whitaker – Voglia di potere (The Enemy Within)

- 1996
  - Gary Sinise - Truman
  - Alec Baldwin – A Streetcar Named Desire
  - Laurence Fishburne – The Tuskegee Airmen
  - James Garner – The Rockford Files
  - Tommy Lee Jones – The Good Old Boys
- 1997
  - Alan Rickman – Rasputin: il demone nero (Rasputin)
  - Armand Assante – Gotti
  - Beau Bridges – L'orgoglio di un padre (Hidden In America)
  - Robert Duvall – L'uomo che catturò Eichman (The Man Who Captured Eichmann)
  - Ed Harris – Il cavaliere della vendetta (Riders of the Purple Sage)
- 1998
  - Gary Sinise – George Wallace
  - Jack Lemmon – La parola ai giurati (12 Angry Men)
  - Sidney Poitier – Mandela e De Klerk (Mandela and De Klerk)
  - Ving Rhames – Don King - Una storia tutta americana (Don King - Only in America)
  - George C. Scott – La parola ai giurati
- 1999
  - Christopher Reeve – Rear Window
  - Charles S. Dutton – Blind Faith
  - James Garner – Ripensando a quella notte (Legalese)
  - Ben Kingsley – La bottega degli orrori di Sweeney Todd (The Tale of Sweeney Todd)
  - Stanley Tucci – Winchell

### 2000
- 2000
  - Jack Lemmon – Il martedì da Morrie (Tuesdays with Morrie)
  - Hank Azaria – Il martedì da Morrie
  - Peter Fonda – The Passion of Ayn Rand
  - George C. Scott – Inherit the Wind
  - Patrick Stewart – Il canto di Natale (A Christmas Carol)
- 2001
  - Brian Dennehy – Death of a Salesman
  - Alec Baldwin – Il processo di Norimberga (Nuremberg)
  - Brian Cox – Il processo di Norimberga
  - Danny Glover – Freedom Song
  - John Lithgow – Don Chisciotte (Don Quixote)
  - James Woods – Dirty Pictures
- 2002
  - Ben Kingsley – La storia di Anna Frank (Anne Frank: The Whole Story)
  - Alan Alda – Club Land
  - Richard Dreyfuss – Il giorno dell'attentato a Reagan (The Day Reagan Was Shot)
  - James Franco – James Dean - La storia vera (James Dean)
  - Gregory Hines – Bojangles
- 2003
  - William H. Macy – Il venditore dell'anno (Door to Door)
  - Albert Finney – Guerra imminente (The Gathering Storm)
  - Brad Garrett – Gleason
  - Sean Hayes – Martin & Lewis
  - John Turturro – Monday Night Mayhem
- 2004
  - Al Pacino – Angels in America
  - Justin Kirk – Angels in America
  - Paul Newman – Our Town
  - Forest Whitaker – Deacons for Defense - Lotta per la libertà (Deacons for Defense)
  - Jeffrey Wright – Angels in America
- 2005
  - Geoffrey Rush – Tu chiamami Peter (The Life and Death of Peter Sellers)
  - Jamie Foxx – Redemption - La pace del guerriero (Redemption: The Stan Tookie Williams Story)
  - William H. Macy – The Wool Cap - Berretto di lana (The Wool Cap)
  - Barry Pepper – Una vita al limite (3: The Dale Earnhardt Story)
  - Jon Voight – The Five People You Meet in Heaven
- 2006
  - Paul Newman – Le cascate del cuore (Empire Falls)
  - Kenneth Branagh – Franklin D. Roosevelt - Un uomo, un presidente (Warm Springs)
  - Ted Danson – Scacco matto nel Bronx (Knights of the South Bronx)
  - Ed Harris – Le cascate del cuore
  - Christopher Plummer – Our Fathers
- 2007
  - Jeremy Irons – Elizabeth I
  - Thomas Haden Church – Broken Trail - Un viaggio pericoloso (Broken Trail)
  - Robert Duvall – Broken Trail - Un viaggio pericoloso
  - William H. Macy – Incubi e deliri
  - Matthew Perry – The Ron Clark Story
- 2008
  - Kevin Kline – As You Like It - Come vi piace (As You Like It)
  - Michael Keaton – The Company
  - Oliver Platt – The Bronx is Burning
  - Sam Shepard – Ruffian - Veloce come il vento (Ruffian)
  - John Turturro – The Bronx is Burning
- 2009
  - Paul Giamatti – John Adams
  - Ralph Fiennes – Bernard & Doris - Complici amici (Bernard and Doris)
  - Kevin Spacey – Recount
  - Kiefer Sutherland – 24: Redemption
  - Tom Wilkinson – John Adams

### 2010
- 2010
  - Kevin Bacon – Taking Chance - Il ritorno di un eroe
  - Cuba Gooding Jr. – Gifted Hands: The Ben Carson Story
  - Jeremy Irons – Georgia O'Keeffe
  - Kevin Kline – Great Performances: Cyrano de Bergerac
  - Tom Wilkinson – A Number
- 2011
  - Al Pacino – You Don't Know Jack - Il dottor morte
  - John Goodman – You Don't Know Jack - Il dottor morte
  - Dennis Quaid – I due presidenti (The Special Relationship)
  - Édgar Ramírez – Carlos
  - Patrick Stewart – Macbeth
- 2012
  - Paul Giamatti – Too Big to Fail - Il crollo dei giganti (Too Big to Fail)
  - Laurence Fishburne – Thurgood
  - Greg Kinnear – The Kennedys
  - Guy Pearce – Mildred Pierce
  - James Woods – Too Big to Fail - Il crollo dei giganti (Too Big to Fail)
- 2013
  - Kevin Costner – Hatfields & McCoys
  - Woody Harrelson – Game Change
  - Ed Harris – Game Change
  - Clive Owen – Hemingway & Gellhorn
  - Bill Paxton – Hatfields & McCoys
- 2014
  - Michael Douglas – Dietro i candelabri (Behind the Candelabra)
  - Matt Damon – Dietro i candelabri (Behind the Candelabra)
  - Jeremy Irons – The Hollow Crown
  - Rob Lowe – Killing Kennedy
  - Al Pacino – Phil Spector
- 2015
  - Mark Ruffalo – The Normal Heart
  - Adrien Brody – Houdini
  - Benedict Cumberbatch – Sherlock: L'ultimo giuramento
  - Richard Jenkins – Olive Kitteridge
  - Billy Bob Thornton – Fargo
- 2016
  - Idris Elba - Luther
  - Ben Kingsley - Tut - Il destino di un faraone (Tut)
  - Ray Liotta - Texas Rising
  - Bill Murray - A Very Murray Christmas
  - Mark Rylance - Wolf Hall
- 2017
  - Bryan Cranston - All the Way
  - Riz Ahmed - The Night Of - Cos'è successo quella notte? (The Night Of)
  - Sterling K. Brown - The People v. O. J. Simpson
  - John Turturro - The Night Of - Cos'è successo quella notte? (The Night Of)
  - Courtney B. Vance - The People v. O. J. Simpson
- 2018
  - Alexander Skarsgård - Big Little Lies - Piccole grandi bugie (Big Little Lies)
  - Benedict Cumberbatch - Sherlock
  - Jeff Daniels - Godless
  - Robert De Niro - The Wizard of Lies
  - Geoffrey Rush - Genius
- 2019
  - Darren Criss – L'assassinio di Gianni Versace - American Crime Story (The Assassination of Gianni Versace: American Crime Story)
  - Antonio Banderas – Genius: Picasso
  - Hugh Grant – A Very English Scandal
  - Anthony Hopkins – King Lear
  - Bill Pullman – The Sinner

### 2020
- 2020
  - Sam Rockwell – Fosse/Verdon
  - Mahershala Ali – True Detective
  - Russell Crowe – The Loudest Voice - Sesso e potere (The Loudest Voice)
  - Jared Harris – Chernobyl
  - Jharrel Jerome – When They See Us
- 2021
  - Mark Ruffalo – Un volto, due destini - I Know This Much Is True (I Know This Much Is True)
  - Bill Camp – La regina degli scacchi (The Queen's Gambit)
  - Daveed Diggs – Hamilton
  - Hugh Grant – The Undoing - Le verità non dette (The Undoing)
  - Ethan Hawke – The Good Lord Bird - La storia di John Brown (The Good Lord Bird)
- 2022
  - Michael Keaton – Dopesick - Dichiarazione di dipendenza (Dopesick)
  - Murray Bartlett – The White Lotus
  - Oscar Isaac – Scene da un matrimonio (Scenes from a Marriage)
  - Ewan McGregor – Halston
  - Evan Peters – Omicidio a Easttown (Mare of Easttown)
- 2023
  - Sam Elliott – 1883
  - Steve Carell – The Patient
  - Taron Egerton – Black Bird
  - Paul Walter Hauser – Black Bird
  - Evan Peters – Dahmer - Mostro: la storia di Jeffrey Dahmer (Dahmer - Monster: The Jeffrey Dahmer Story)
- 2024
  - Steven Yeun – Lo scontro (Beef)
  - Matt Bomer – Compagni di viaggio (Fellow Travelers)
  - Jon Hamm – Fargo
  - David Oyelowo – Lawmen - La storia di Bass Reeves (Lawmen: Bass Reeves)
  - Tony Shalhoub – Mr. Monk's Last Case: A Monk Movie
- 2025[1][2]
  - Colin Farrell – The Penguin
  - Javier Bardem – Monsters: la storia di Lyle ed Erik Menendez (Monsters: The Lyle and Erik Menendez Story)
  - Richard Gadd – Baby Reindeer
  - Kevin Kline – Disclaimer - La vita perfetta (Disclaimer)
  - Andrew Scott – Ripley